# Leblebi
Ne doit pas être confondu avec Lablabi.
Le leblebi (en arabe : لبلابي, en turc : leblebi, en arménien : Խրթխրթան սիսեռ et en persan : نخودچی) est un amuse-gueule dont l'appellation vient du Iran, signifiant « pois chiches grillés ». C'est un mets très consommé en Afghanistan, Tadjikistan ,Tunisie, en Algérie, en Iran et en Turquie. En aroumain il est connu comme nibilbé.

## Origine
Les origines du lablabi remontent à 1 000-1 300 ans. Il a été très apprécié dans l'Iran[réf. nécessaire].

## Variantes
En Algérie, le lablabi désigne les pois chiches grillés vendus par un marchand ambulant, le lablabidji, dont le nom est composé du mot lablabi qui signifie « pois chiche » en turc, et du suffixe dji, qui désignait une profession à l'époque ottomane.
Le leblebi est aussi un plat traditionnel tunisien. Il est fait avec du pain rassis, des pois chiches, du cumin, de l'harissa, de l'huile d'olive, du sel, du poivre et souvent avec du citron, des œufs, du vinaigre, des olives… C'est un plat très aimé en Tunisie.
Le lablabi est aussi une pâtisserie algérienne faite à base de farine de pois chiche, originaire de Constantine et d'Alger.